# Сидни Франк
Сидни Е. Франк (енгл. Sidney E. Frank; Монтвил, 2. октобар 1919. — Сан Франциско, 10. јануар 2006.) био је амерички бизнисмен и филантроп. Постао је милијардер путем промоције вотке Grey Goose и ликера Јägermeister.

## Одрастање, породица, образовање
Франк је рођен у јеврејској породици у Монтвилу, у Конектикату. Отац и мајка су му били Абрахам и Сара Франк. Одрастао је у конектикатском Норичу, где је 1937. године завршио средњу школу Norwich Free Academy. Похађао је универзитет Brown (генерација 1942.), али је одустао јер је могао приуштити само једну годину школовања. Касније даје велике донације универзитету како би био сигуран да ниједан студент више неће морати да напусти универзитет Brown због немогућности да плати школовање. Током Другог светског рата, радио је за компанију Pratt and Whitney као њихов представник у Индији, истражујући начине да побољша перформансе моторима који омогућавају летелицама да лете на великим надморским висинама, са којим су се суочавали у театру војног дејства који обухвата Кину, Бурму и Индију. Ово је било посебно важно за побољшање перформанси летелица које су транспортовале залихе у Кину. Убризгавање алкохола у моторе летелица био је један од приступа.

## Каријера
Франкова прва жена Луиза „Скипи” Розенстил, била је ћерка Луиса Розенстила, оснивача компаније Schenley Industries, једне од највећих америчких дестилерија и увозника алкохолних пића. Франк се прикључио компанији Schenley након ступања у брак и доспео на место председника компаније, али је приморан да је напусти због породичне свађе 1970. године.
Након женине смрти 1973, основао је компанију под називом Sidney Frank Importing Company у којој је обављао функције председника управног одбора и генералног директора. Седиште компаније је у Њу Рошелу у савезној држави Њујорк, где је Франк и живео (имао је кућу и у Ранчо Санта Феу у савезној држави Калифорнија).
Обезбедио је права на увоз немачког традиционалног дигестива Jägermeister, 1973. године.
Франкова компанија остварила је први велики успех са брендијем Jacques Cardin, ког је откупио од компаније Seagram 1979. године.
Осамдесетих година 20. века, ликер Jägermeister је постао популаран међу студентима у Луизијани и Франк га је у великој мери промовисао тако што је претворио  бренд, посебно намењен да помогне при варењу, у водеће пиће које се на све стране конзумирало у леденим шотовима и користило у прављењу алкохолних шотова са желеом.
Развио је вотку Grey Goose 1997. године, коју је у Француској направио Франсоа Тибо, и био је толико успешан у њеној промоцији да је продао бренд компанији Bacardi за 2 милијарде долара у јуну 2004. године. Последњих година живота, Франк је откупио часописе Travel Savvy и Business Traveler за четири милиона долара.

## Филантропија
Франк је давао велике бонусе својим запосленима и донирао 12 милиона долара средњој школи Norwich Free Academy, као и 120 милиона долара универзитету Brown 2005. године, што је био и девети највећи филантропски поклон те године. Магазин Forbes уврстио га је на 185. место на листи 400 најбогатијих људи на свету. У октобру 2005. године, Франк је донирао 500 хиљада фунти и статуу вајара Стивена Кетла фондацији Bletchley Park Trust за финансирање новог научног центра посвећеног Алану Тјурингу, и као велики обожавалац летелице Supermarine Spitfire, наручио је статуу њеног дизајнера, Р.Ј. Мичела, у природној величини, и финансирао покретање веб-сајта посвећеног Мичеловом животу под називом: „Р.Ј. Мичел. Живот у авијацији”.
Донирао је 5 милиона долара Катедри за психијатрију Медицинског колеџа у Њујорку, што је довело до настанка стипендије Sidney Frank, која омогућава студентима да се раније сусретну са пољем психијатрије.
Његова фондација пружа подршку Олимпијском комитету Израела нудећи стипендије за неколико спортова.
Франк је 2004. године дао 100 милиона долара универзитету Brown, на којем је студирао. То је највећи прилог у историји овог универзитета. Стипендија Sidney Frank финансира школовање за око 130 студената основних студија сваке године. Универзитет Brown 2006. године назива зграду за природне науке (која је највећи инфраструктурни пројекат до сада) по Франку, најдарежљивијем донатору у историји тог универзитета.

## Приватни живот, смрт и након смрти
Франк се женио два пута. Његова прва жена, Луиза „Скипи” Розенстил је била ћерка Луиса Розенстила; умрла је 1973. у 50. години живота. Имали су двоје деце: Метјуа Франка и Кети Франк Финкелштајн Халштед, која се удала, а потом и развела од Џејмса А. Финкелштајна, сина Џерија Финкелштајна. Фрaнк се оженио Маријаном Еленор Омбрес 1975. године.
Франк је умро 10. јануара 2006. године, у приватном авиону, на лету између Сан Дијега у Калифорнији и Ванкувера у Британској Колумбији, у 86. години живота, због отказивања рада срца. Проглашено је да је умро на територији Сан Франциска у Калифорнији. У авиону је било неколико медицинских сестара и доктора, а налазио се ту и дефибрилатор, али нису успели да га оживе. Службе су одржане у капели Riverside Memorial Chapel. Сахрањен је на породичном гробљу Розенстилових United Jewish Cemeteries у Синсинатију. Његова ћерка Кети Фрaнк Халштед је тренутно на челу компаније Sidney Frank Importing Company. Она је такође уметница и суоснивач центра за уметност Tippet Rise Art Center у Монтани.
Осим тога,   имала је и значајну улогу у високопрофилном адвокатском случају, у вези са тестаментом њеног деде, који је довео до избацивања контраверзног адвоката Роја Кона из адвокатске коморе. Кон је 1975. године ушао у болничку собу у којој је, у коми, на самрти лежао  Розенстил, и силом му ставио оловку у руку у покушају да учини себе и Кети Франк наследницима. Настали потписи су на суду проглашени као неодгонетљиви и одлучено је да се ни на који начин не могу третирати као валидни. Године 1986. Кон је искључен из адвокатске коморе због неетичког и непрофесионалног понашања у овом случају, као и због проневере средстава клијената и лагања у пријави за комору.
Сидни Франк и његов син Метју Франк такође су тужили оставштину Розенстилових, сваки у посебној тужби.
Jägermeister је купио целу компанију, па Кети Франк више није њен председник..
Компанија Sidney Frank Importing Company je променила име у  Mast-Jägermeister US, након што ју је преузео немачки произвођач биљних ликера 2015. године.